# ゴージャス村上
ゴージャス村上（ゴージャスむらかみ、1975年8月21日 - ）は、日本の放送作家。東京エレファント所属。

## 人物
兵庫県出身で、キュートンなどの芸人のLIVEや映像コンテンツをメインに、多方面においてコント作家・放送作家・脚本家として活動している。
過去にはGyaOのバラエティーチャンネルであるGyaOジョッキーの放送作家としても活動しており、Gyaoジョッキーの流れをくむニコジョッキーにおいてもスパローズのギリギリアウツ!?等で放送作家をしている。
BSフジ「カンニング竹山の恋愛中毒」やDVD「世界鳥居（奇）紀行」等、自身の担当する番組で顔出し出演することもある。

## 主な担当番組
TOKYO FM
- Skyrocket Company木曜日担当
- 日本生命 presents パートナーズ!〜私と僕の明日物語〜

GyaOジョッキー
- 平成ノブシコブシ
- エレファンティックチューブ

など
その他
- キュートンなど主に吉本芸人が出演する番組やLIVEの構成など。
- パワープリン
- カンニングの恋愛中毒 (GyaO)
- スパローズのギリギリセーフ!?（2011年7月14日〜2013年2月、ニコジョッキー / ニコニコ生放送、隔週木曜日、22時〜22時55分）
- スパローズのギリギリアウツ!?（2013年2月〜2016年、ニコジョッキー / ニコニコ生放送、毎週木曜日、22時〜22時55分）
- 流れ星のスターになりたい!（2011年7月〜、ニコジョッキー、2013年から隔週水曜日）